# Tatjana Andrejewna Piskunowa
Tatjana Andrejewna Piskunowa (russisch Татьяна Андреевна Пискунова, verh.: Liwanowa russisch Ливанова; * 29. August 1953 in Owerjata, Oblast Molotowsk, RSFSR; † 7. August 1987 in Kamensk-Schachtinski, RSFSR) war eine sowjetische Theater- und Film-Schauspielerin.

## Leben
Tatjana Piskunowa, die von ihrem Umfeld meist nur Tanja genannt wurde, kam im Westen der Sowjetunion zur Welt. Sie hatte eine Schwester namens Nadeschda. Da der Vater Militärangehöriger war, zog die Familie anfangs mehrfach um. 1955 siedelten sie sich dauerhaft in Opotschka an, wo Piskunowas Großvater Alexei Plotnikow kurz zuvor ein kleines Wohnhaus errichten ließ. Opotschka wird z. T. fälschlicherweise auch als ihr Geburtsort genannt.
Piskunowa zeigte schon früh künstlerische Veranlagungen und sammelte in einem Kindertheater erste Erfahrungen. Nach dem Schulabschluss zog sie entgegen dem Rat ihrer Eltern nach Leningrad, um unter der Leitung von Igor Olegowitsch Gorbatschjow beim Staatlichen Institut für Theater, Film und Kinematographie zu studieren. Während der Ausbildung lernte Piskunowa den angehenden Schauspieler Igor Jewgenjewitsch Liwanow (* 1953) kennen und heiratete ihn bald darauf, ihr Trauzeuge war Michail Bojarski. Am 30. Juli 1979 wurde die gemeinsame Tochter Olga geboren. Piskunowa nahm zwar den Namen ihres Ehemannes an, ist aber als Darstellerin unter ihrem Geburtsnamen bekannt geworden.
Das Paar zog zunächst nach Uljanowsk, wo sie am dortigen Dramatheater auftrat. Später siedelten die Liwanows nach Rostow am Don über. Tatjana Piskunowa hatte hier Engagements am Kindertheater sowie am Dramatheater „Michail Gorki“ inne. Neben dem Wirken auf der Bühne interessierte sie sich zugleich für die Arbeit vor der Kamera und gab in dem Kinderfilm Träume mit Luftschraube (1972) ihr Debüt. Nachdem Boris Ryzarew auf die blonde Darstellerin aufmerksam geworden war, engagierte er sie ohne vorheriges Auswahlverfahren für die weibliche Titelrolle in seinem Märchenfilm Iwan und Marja (1975). Kurz darauf trat Piskunowa in einer kleinen Nebenrolle in der TV-Miniserie Сибирь (Sibir, 1976) auf.
Die junge Schauspielerin und ihre Tochter starben in den frühen Morgenstunden des 8. August 1987. Der Zug, mit dem sie zu ihren Eltern reisten, hielt am Bahnhof von Kamensk-Schachtinski, als ein Güterzug aufgrund von Bremsversagen um 1:30 Uhr auffuhr. Über 100 Menschen kamen ums Leben.
Tatjana und Olga Liwanowa wurden auf dem Pokrowsk-Friedhof in Opotschka beigesetzt. Ihr Tod stürzte Igor Liwanow in eine schwere persönliche Krise.

## Filmografie
- 1972: Träume mit Luftschraube (Pjataja tschetwert)
- 1975: Iwan und Marja (Iwan da Marja)
- 1976: Sibir (Miniserie)